# Manantial del Berro

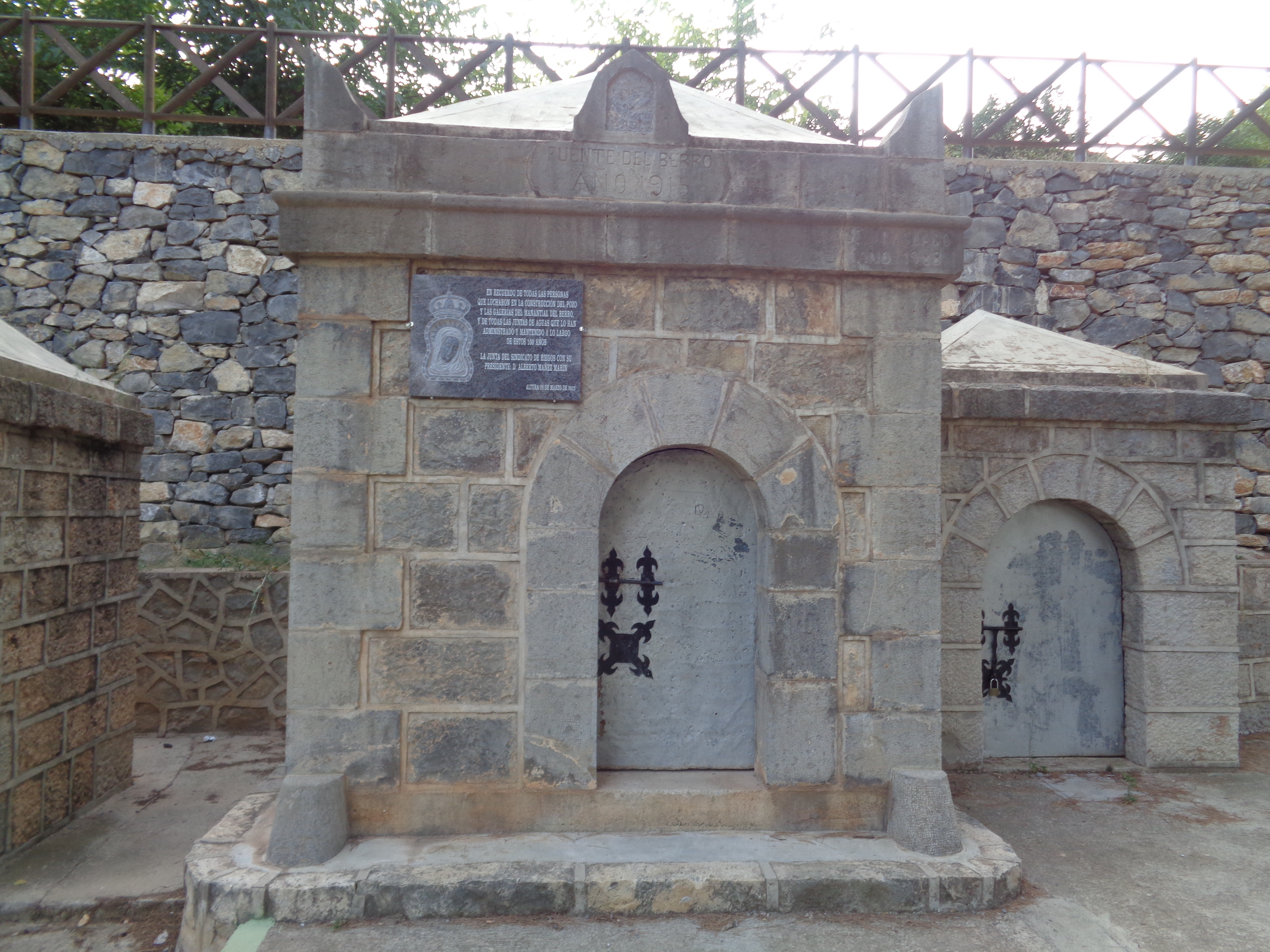
Edificio donde se halla el Manantial del Berro

El Manantial del Berro está situado en el municipio valenciano de Altura (Castellón, España). Tradicionalmente, el imaginario popular ha considerado su aparición un milagro, debido a que su agua, atribuida a la Virgen de la Cueva Santa, salvó al municipio, el 25 de marzo de 1915, de la profunda sequía que lo asolaba desde hacía décadas. Ese día es recordado por los lugareños como el día en que la población obtuvo su preciada agua.

## Festejos
Cada 25 de marzo se celebran las Fiestas del Berro, cuya culminación llega con el alumbramiento de las Aguas del Berro, un acto social y de interés turístico que se realiza en el Paraje Natural del Berro. Allí, el vecindario de Altura acude a revivir aquel 25 de marzo de 1915, cuando manó por primera vez el agua.
En esta línea se realiza la procesión de Nuestra Señora de la Cueva Santa, fuegos artificiales, espectáculos musicales y festejos taurinos.